# Distrito de Wałcz
Wałcz (polaco: powiat wałecki) es un distrito (powiat) del voivodato de Pomerania Occidental (Polonia). Tiene una población estimada, en 2019, de 53 039 habitantes.
Fue constituido el 1 de enero de 1999 como resultado de la reforma del gobierno local de Polonia aprobada el año anterior.
Limita con otros seis distritos: al noroeste con Drawsko, al este con Złotów, al sudeste con Piła, al sur con Czarnków-Trzcianka, al suroeste con Strzelce-Drezdenko y al oeste con Choszczno; y está dividido en cinco municipios (gmina): uno urbano (Wałcz), tres urbano-rurales (Człopa, Mirosławiec y Tuczno) y uno rural (Wałcz).